# Dust in the Wind (singolo)
Dust in the Wind è un singolo del gruppo rock statunitense Kansas, pubblicato nel 1978 ed estratto dall'album Point of Know Return.
Il brano è stato scritto da Kerry Livgren, e oltre al gruppo Kansas è stato più volte presentato dagli Scorpions; tra le altre versioni celebri c'è quella interpretata dalla musicista country Caroline Jones.
La canzone è stata utilizzata nel film Final Destination 5.

## Tracce
Lato A
1. Dust in the Wind

Lato B
1. Paradox

## Formazione
- Steve Walsh – voce
- Robby Steinhardt – violino, viola, cori
- Kerry Livgren – chitarra acustica, cori
- Rich Williams – chitarra acustica
- Dave Hope - basso
- Phil Ehart – batteria